# گوهر قاضی‌یوا

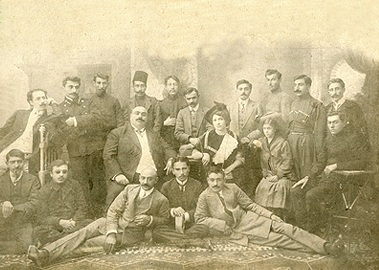
میرزاآقا علی اف و گوهر گازیوا با بازیگران تئاتر اریوان در سال 1911

گوهر قاضی‌یوا (ترکی آذربایجانی: Gövhər Qazıyeva; زاده ۱۸۸۷، تفلیس، امپراطوری روسیه – ۱۹۶۰، آذربایجان، ایران) هنرمند و بازیگر آذری که به عنوان نخستین بانوی ترک ایرانی در سال ۱۹۱۰ بر روی صحنه ظاهر شد. وی با نام مستعار گؤئرچین (به فارسی: کبوتر) فعالیت می‌کرد.